# 墨西哥灣銼櫛平頭魚
墨西哥灣銼櫛平頭魚，為黑頭魚科的其中一種，為深海魚類，分布於東大西洋愛爾蘭、亞速群島西南方；西大西洋墨西哥灣海域，深度2000-4156公尺，體長可達19公分，棲息在中層水域，生活習性不明。